# Мехралиев, Сейфи Сеид оглы
Сейфи́ Сеи́д оглы́ Мехрали́ев (азерб. Seyfi Seyid oğlu Mehrəliyev; 1900 год, Дели Гушчу, Геокчайский уезд — 8 марта 1977, там же) — советский животновод, старший чабан колхоза имени 18-го партсъезда Зардобского района, Герой Социалистического Труда (1949).

## Биография
Родился Сейфи Мехралиев в 1900 году в селе Дели Гушчу Геокчайского уезда Бакинской губернии (ныне — в Зердабском районе).
Начал трудовую деятельность в 1937 году рядовым рабочим колхоза «Бакинский рабочий» (бывший колхоз имени 18 партсъезда), позже до 1971 года работал старшим чабаном и бригадиром колхоза.
Во время Великой Отечественной войны Мехралиев трудился в тылу — усердно работал на полях и вносил большой вклад в снабжение армии продовольствием.
В 1948 году показал высокие результаты в области овцеводства и животноводства, вырастив от 405 грубошёрстных овцематок по 121 ягнёнку на каждые 100 маток, при среднем живом весе ягнят к отбивке 40,1 килограмма.
Указом Президиума Верховного Совета СССР от 24 июня 1949 года за получение высокой продуктивности животноводства Мехралиеву Сейфи Сейиду оглы присвоено звание Героя Социалистического Труда с вручением ордена Ленина и золотой медали «Серп и Молот».
С 1971 года — персональный пенсионер союзного значения.
Скончался 8 марта 1977 года в селе Дели Гушчу Зардобского района.